# Geraldine Page
Geraldine Sue Page (* 22. November 1924 in Kirksville, Missouri; † 13. Juni 1987 in New York City) war eine US-amerikanische Schauspielerin, eine der renommiertesten amerikanischen Bühnen- und Filmdarstellerinnen ihrer Generation. Im Laufe ihrer Karriere erhielt sie unter anderem einen Oscar als Beste Hauptdarstellerin für A Trip to Bountiful, weiterhin zwei Golden Globe Awards, zwei Emmy Awards und vier Tony-Award-Nominierungen.

## Leben
Geraldine Page war von 1954 bis 1957 mit dem Violinisten Alexander Schneider verheiratet. Im Jahr 1963 heiratete sie ihren Schauspielerkollegen Rip Torn, mit dem sie drei Kinder bekam, darunter die Schauspielerin Angelica Page. Sie starb am 13. Juni 1987 an einem Herzinfarkt, während sie am Broadway in einer Vorstellung des Stückes Fröhliche Geister (Blithe Spirit) von Noël Coward auf der Bühne stand.

## Karriere
Geraldine Page machte sich neben ihren Filmauftritten vor allem als Bühnenschauspielerin einen Namen und gilt in den Vereinigten Staaten als eine der größten amerikanischen Theaterschauspielerinnen aller Zeiten.
Obwohl Page in erster Linie Bühnenschauspielerin blieb, war sie erfolgreich auch als Filmschauspielerin tätig. 1947 stand sie in Out of the Night erstmals vor der Kamera. Im Jahr 1962 spielte sie neben Paul Newman in der Verfilmung des Tennessee-Williams-Stückes Süßer Vogel Jugend (Sweet Bird of Youth), für die sie eine ihrer zahlreichen Oscar-Nominierungen erhielt. Doch erst 1986, nach insgesamt sieben erfolglosen Nominierungen, wurde ihr mit der achten Nominierung der Oscar als beste Hauptdarstellerin in dem Film A Trip to Bountiful – Reise ins Glück verliehen. Während der Verleihungszeremonie erhielt sie eine zwei Minuten andauernde stehende Ovation.

## Filmografie (Auswahl)
- 1947: Out of the Night
- 1953: Man nennt mich Hondo (Hondo)
- 1961: Sommer und Rauch (Summer and Smoke)
- 1962: Süßer Vogel Jugend (Sweet Bird of Youth)
- 1963: Puppen unterm Dach (Toys in the Attic)
- 1964: Die Frau seines Herzens (Dear Heart)
- 1966: Big Boy, jetzt wirst Du ein Mann! (You’re a Big Boy Now)
- 1967: Der glücklichste Millionär (The Happiest Millionaire)
- 1969: Eine Witwe mordet leise (Whatever Happened to Aunt Alice?)
- 1971: Betrogen (The Beguiled)
- 1972: Peter und Tillie (Pete ‚n‘ Tillie)
- 1975: Der Tag der Heuschrecke (The Day of the Locust)
- 1977: Bernard und Bianca – Die Mäusepolizei (The Rescuers)
- 1978: Innenleben (Interiors)
- 1982: Die Blauen und die Grauen (The Blue and the Gray)
- 1984: Der Pate von Greenwich Village (The Pope of Greenwich Village)
- 1985: Die Braut (The Bride)
- 1985: White Nights – Die Nacht der Entscheidung (White Nights)
- 1985: A Trip to Bountiful – Reise ins Glück (The Trip to Bountiful)
- 1986: Streetgirls (My Little Girl)
- 1986: Native Son
- 1987: Riders to the Sea

## Auszeichnungen
Golden Globe Award
- 1962: Auszeichnung als Beste Hauptdarstellerin für Sommer und Rauch
- 1963: Auszeichnung als Beste Hauptdarstellerin für Sweet Bird of Youth
- 1964: Nominierung als Beste Hauptdarstellerin für Puppen unterm Dach[1]
- 1965: Nominierung als Beste Hauptdarstellerin für Toys in the Attic[2]
- 1967: Nominierung als Beste Nebendarstellerin für Big Boy – Jetzt wirst du ein Mann
- 1973: Nominierung als Beste Nebendarstellerin für Peter und Tillie
- 1979: Nominierung als Beste Hauptdarstellerin für Innenleben
- 1986: Nominierung als Beste Hauptdarstellerin für A Trip to Bountiful – Reise ins Glück

Oscar
- 1954: Nominierung als Beste Nebendarstellerin für Man nennt mich Hondo
- 1962: Nominierung als Beste Hauptdarstellerin für Sommer und Rauch
- 1963: Nominierung als Beste Hauptdarstellerin für Süßer Vogel Jugend
- 1967: Nominierung als Beste Nebendarstellerin für Big Boy – Jetzt wirst du ein Mann
- 1973: Nominierung als Beste Nebendarstellerin für Peter und Tillie
- 1979: Nominierung als Beste Hauptdarstellerin für Innenleben
- 1985: Nominierung als Beste Nebendarstellerin für Der Pate von Greenwich Village
- 1986: Auszeichnung als Beste Hauptdarstellerin für A Trip to Bountiful – Reise ins Glück

Weitere
- 1961: National Board of Review Award als Beste Hauptdarstellerin für Sommer und Rauch
- 1969: National Board of Review Award als Beste Hauptdarstellerin für Trilogy
- 1979: Kansas City Film Critics Circle Award als Beste Hauptdarstellerin
- 1979: British Academy Film Award als Beste Nebendarstellerin für Innenleben
- 1986: Boston Society of Film Critics Award als Beste Hauptdarstellerin
- 1986: Independent Spirit Award als Beste Hauptdarstellerin